# Pahranagat Valley
Koordinaten: 37° 17′ 35″ N, 115° 7′ 28″ W

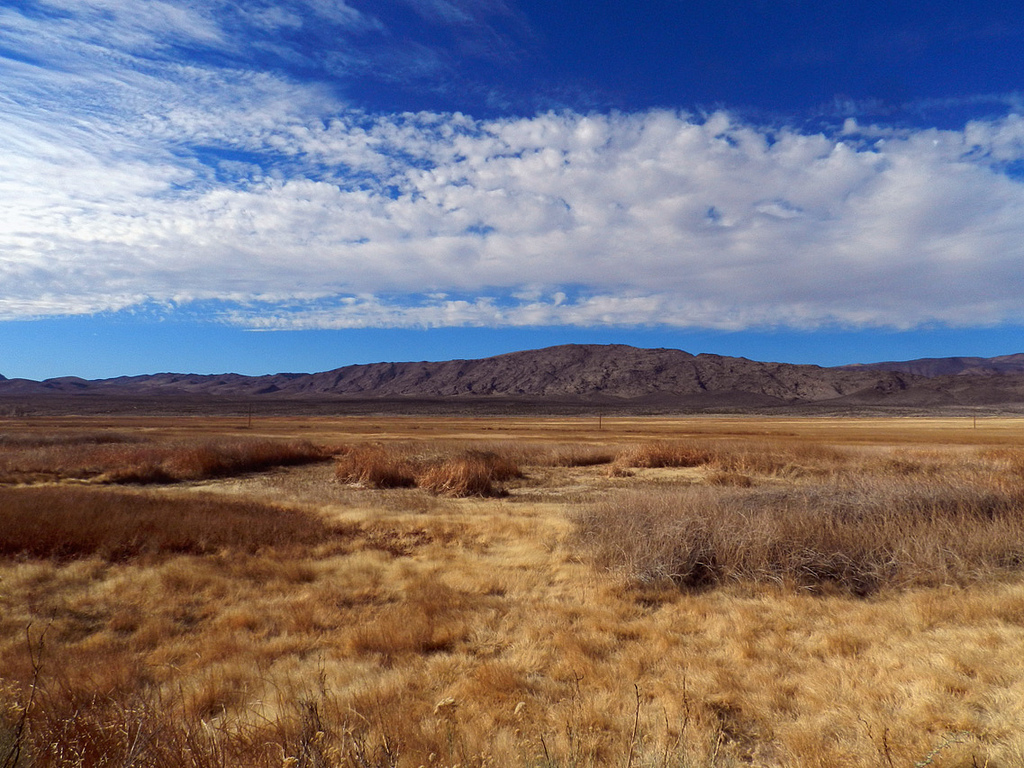
Die Landschaft des südlichen Pahranagat Valleys (2012)

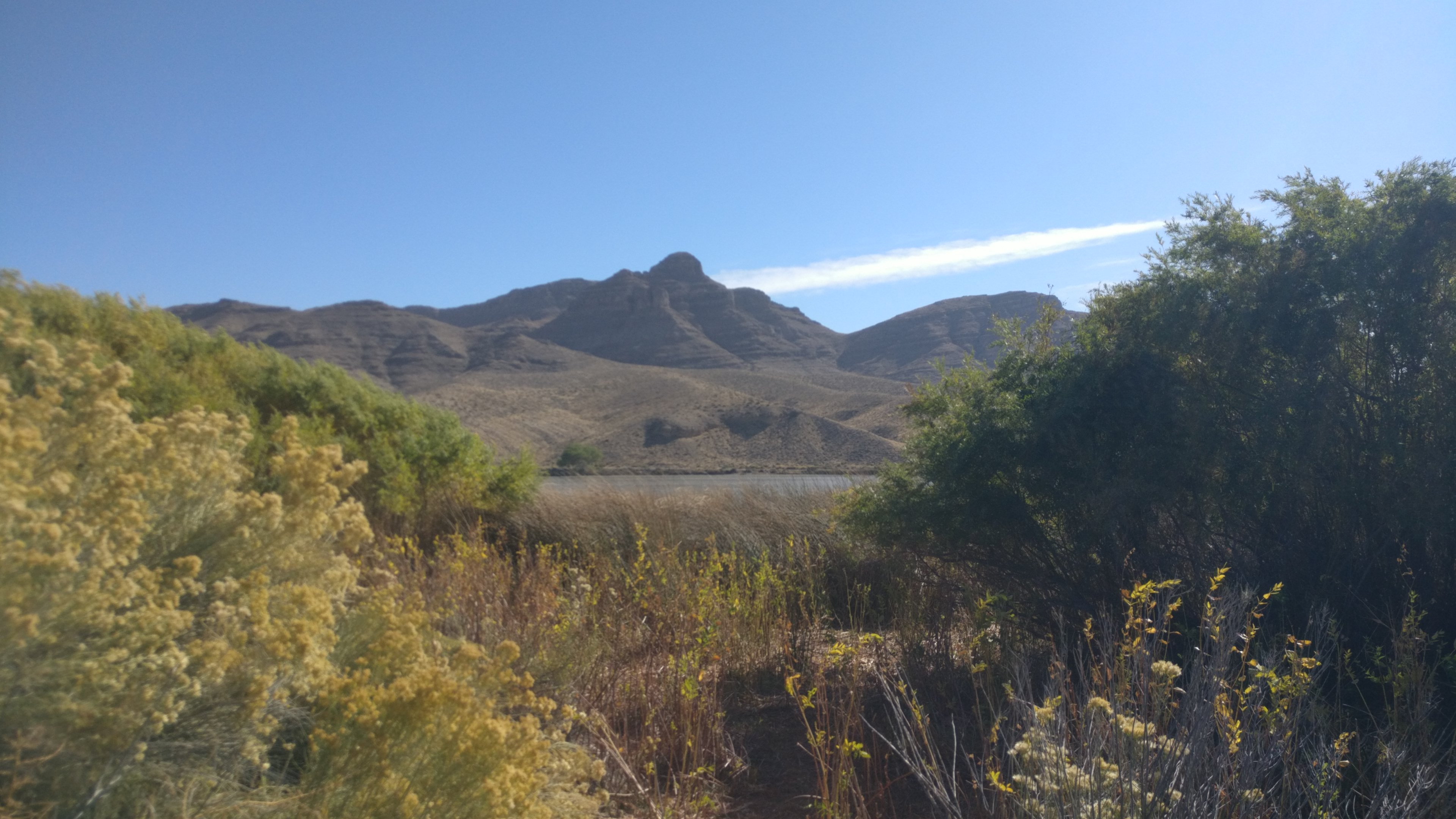
Ufer des Nesbitt Lake im Norden des Pahranagat Valleys (2024)

Das Pahranagat Valley befindet sich im zentralen Teil des Lincoln County (Nevada). Ein erfundener Artikel des Humoristen Dan DeQuille in der Tageszeitung Territorial Enterprise mit dem Titel The Rolling Stones of Pahranagat machte das Tal im Jahre 1862 weltberühmt.
Die Region von Crystal Springs, heute als Wassersport- und Campinggebiet genutzt, war früher eine wichtige Zwischenstation auf der Ausweichroute des Mormon Trail.
1865 wurde Silbererz am Mount Irish gefunden und die heutige Geisterstadt Logan erlebte eine kurze Blüte. Noch heute sind die Ruinen einer Mühle in Hiko vorhanden, in der früher das Erz verarbeitet wurde.
Im späten 19. Jahrhundert war das Pahranagat Valley hauptsächlich eine landwirtschaftliche Gemeinschaft. 
Der fruchtbare Teil des Tals in ein schmaler Grüngürtel (nicht breiter als 1,5 Kilometer), der wie eine Oase in der riesigen Mojave-Wüste liegt. Das Tal ist in Nord-Süd-Richtung ungefähr 60 Kilometer lang und wird von drei großen Quellen (Hiko Springs, Crystal Springs und Ash Springs) und mehreren kleinen mit Wasser gespeist. Es hat vier Seen, zwei im Norden des Tals (den Nesbitt Lake und den Frenchie Lake) und zwei im Süden (den  Upper Pahranagat Lake und den Lower Pahranagat Lake). Die südliche Hälfte des Tals wurde 1963 zum Pahranagat National Wildlife Refuge erklärt. 
Im Westen des Pahranagat Valleys grenzen zwei Gebirgszüge an – die Irish Range und die Pahraganat Range. Im Osten wird das Tal von der Hiko Range begrenzt. Die Nevada State Route 318 und der U.S. Highway 93 durchlaufen die gesamte Länge des Tals. In der Pahraganat Range befinden sich nahe des Ortes Alamo Reste des nach dem Ort benannten Alamo-Einschlags.
Die stärker bewohnten Orte des Pahranagat Valleys sind Hiko, Ash Springs, Richardville und Alamo. Davon ist Alamo der größte Ort, indem sich auch alle Schulen des Tals befinden. Die nächstgelegene größere Ort zum Pahranagat Valley ist in 75 Kilometern Entfernung Caliente. Das nächstgelegene urbane Zentrum ist Las Vegas in 155 km Entfernung.
Das Pahranagat Valley ist Heimat von mehreren seltenen Tieren wie der Süßwasserschnecke Fluminicola merriami, der Kröte Bufo nelsoni, den  Süßwasserfischen  Gila robusta jordani und Rhinichthys osculus velifer sowie der Wühlmaus Microtus montanus fucosus.